# Den Permanente Station
 For alternative betydninger, se Den Permanente. (Se også artikler, som begynder med Den Permanente)
Den Permanente Station er et nedlagt trinbræt i Risskov i det nordlige Aarhus. Trinbrættet er beliggende på Grenaabanen og blev primært betjent i sommerhalvåret. Hvis der var passagerer som skulle af eller på, stoppede toget også i vinterhalvåret.
Stationen blev nedlagt i 2005. Skønt Den Permanente Badeanstalt er velbesøgt både sommer og vinter (af eksempelvis vinterbadere) og lukningen medførte klager fra både beboere og byrådspolitikere i Aarhus, gennemførte man alligevel lukningen af stationen. Dette skyldes, at MR-togene dengang tog lang tid om at accelerere, og man kunne dermed spare en del tid ved at nedlægge stationen. 
Debatten har fået nyt liv i forbindelse med åbningen af Aarhus Letbane, da disse eltog har en langt højere acceleration, og derfor vil forsinkelsen være minimal.